# لواتزولو
لواتزولو (به ایتالیایی: Loazzolo) یک کومونه در ایتالیا است که در استان آسته واقع شده‌است.

## خصوصیات
لواتزولو ۱۵٫۵ کیلومترمربع مساحت و ۳۴۳ نفر جمعیت دارد و ۴۳۰ متر بالاتر از سطح دریا واقع شده‌است.